# Io?Drama
Gli Io?Drama sono stati un gruppo musicale alternative rock italiano formatosi in provincia di Milano nell'ottobre 2004.

## Formazione
Ultima
- Fabrizio Pollio - voce, chitarra, basso (2004-2016)
- Vito Gatto - violino
- Mamo - batteria
- Giuseppe Magnelli - chitarra

### Ex componenti
- Fabrizio Vercellino - chitarra (2004-2012)
- Luca Divina - batteria (2004-2006)
- Guido "Judas" Casella - basso (2004-2008)
- Davide Borroni
- Davide Papa - basso

## Discografia

### Album in studio
- 2007 - Nient'altro che madrigali
- 2010 - Da consumarsi entro la fine
- 2014 - Non resta che perdersi

### Demo
- 2004 - IO?

### EP
- 2005 - Viscerale
- 2012 - Mortepolitana

## Citazioni e riferimenti
- Gli ultimi versacci di Gregor Samsa si ispira al racconto La metamorfosi di Franz Kafka.